# 勇気の翼
「勇気の翼」（ゆうきのつばさ）は、石田燿子の楽曲。2020年10月28日に石田の26枚目のシングルとして日本コロムビアより発売された。

## 概要
前作「空が呼ぶほうへ」以来、約1年6か月ぶりのリリースとなる。
DVD付き限定盤と通常版との2形態で発売され、ジャケットは2種とも同じである。限定盤に同梱されたDVDには、表題曲と15枚目のシングル「STRIKE WITCHES ～わたしにできること～」のプロモーションビデオ、石田燿子のインタビュー、メイキング映像を収録している。
表題曲の「勇気の翼」は、テレビアニメ『ストライクウィッチーズ Road to BERLIN』のオープニングテーマに起用された。
カップリング曲の「Next Chapter」は、スマートフォン向けゲームアプリ『ワールドウィッチーズ UNITED FRONT』の主題歌に起用された。

## シングル収録内容
| #         | タイトル                       | 作詞      | 作曲・編曲 | 時間  |
| --------- | ------------------------------ | --------- | ---------- | ----- |
| 1.        | 「勇気の翼」                   | 内海孝彰  | 内海孝彰   | 4:26  |
| 2.        | 「Next Chapter」               | Mitsu     | 滝澤俊輔   | 4:38  |
| 3.        | 「勇気の翼」(Instrumental)     |           |            | 4:24  |
| 4.        | 「Next Chapter」(Instrumental) |           |            | 4:45  |
| 合計時間: | 合計時間:                      | 合計時間: | 合計時間:  | 18:13 |